# Charles-Marie de Trolong du Rumain
Le chevalier Charles-Marie de Trolong du Rumain (30 septembre 1743 - 10 août 1780) est un officier de marine français de l'Ancien Régime. Il participe à la guerre d'indépendance des États-Unis. Il meurt au combat à 36 ans.

## Carrière

### Guerre d'indépendance des États-Unis
Il participe à la guerre d'Indépendance américaine, commandant notamment le cotre de 10 canons Curieuse qui, avec la frégate de 32 canons l'Iphigénie, capture le HMS Lively le 10 juillet 1778.
L'année suivante, il dirige la Prise de Saint-Vincent et devient gouverneur colonial de l'île.
En septembre 1779, il prend part au siège de Savannah, commandant la Chimère une frégate de 32 canons,.
En 1780, il commande la frégate Nymphe. En juillet, il rentre à Brest des États-Unis, lorsqu'il rencontre le HMS Bienfaisant, un navire de ligne de 64 canons. Du Rumain réussit à s'échapper.

### Mort au combat
Le 10 août, à 12 milles nautiques (environ 22 km) au large d'Ouessant, la Nymphe rencontre la frégate de 36 canons HMS Flora. Le combat du 10 août 1780 débute à 17 h 15. Une demi-heure plus tard, du Rumain est mortellement blessé par trois balles, et le lieutenant Pennandref de Keranstret prend le relais. Vers 18h00, le Flora se rapproche et l'équipage de la Nymphe tente de l'aborder, mais les Britanniques les repoussent, tuant Pennandref et blessant la plupart des officiers. Les Britanniques contre-attaquent alors, et conquièrent rapidement le pont de la Nymphe. Le lieutenant de frégate Taillard se rend alors aux Britanniques,,.
La Nymphe pouvait contenir 40 canons, mais n'en a que 32 lors du combat. Le Flora, ainsi que son armement nominal de 36 canons, transporte également six caronades de 18 livres récemment introduites, qui balayent les ponts du navire français avec de la mitraille. De plus, les canons du Flora sont plus lourds, 18 et 9 livres, contre les 12 et 6 livres du navire français. Cela se reflète dans le nombre de victimes: 9 tués et 17 blessés pour le Flora sur un équipage de 259, contre 55 tués et 81 blessés à bord de la Nymphe, sur un équipage de 291.

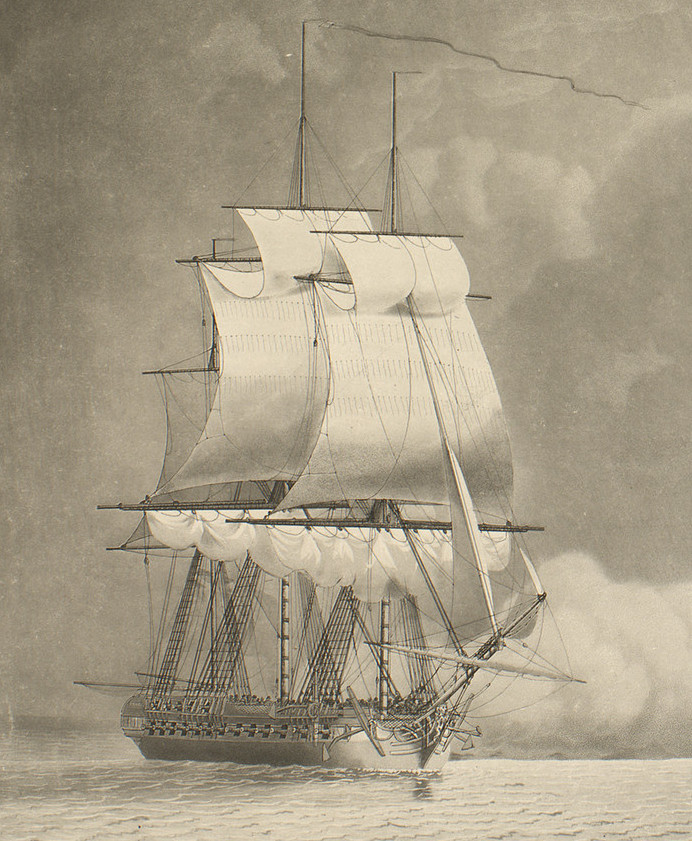
HMS Nymphe au large de Start Point in 1793.
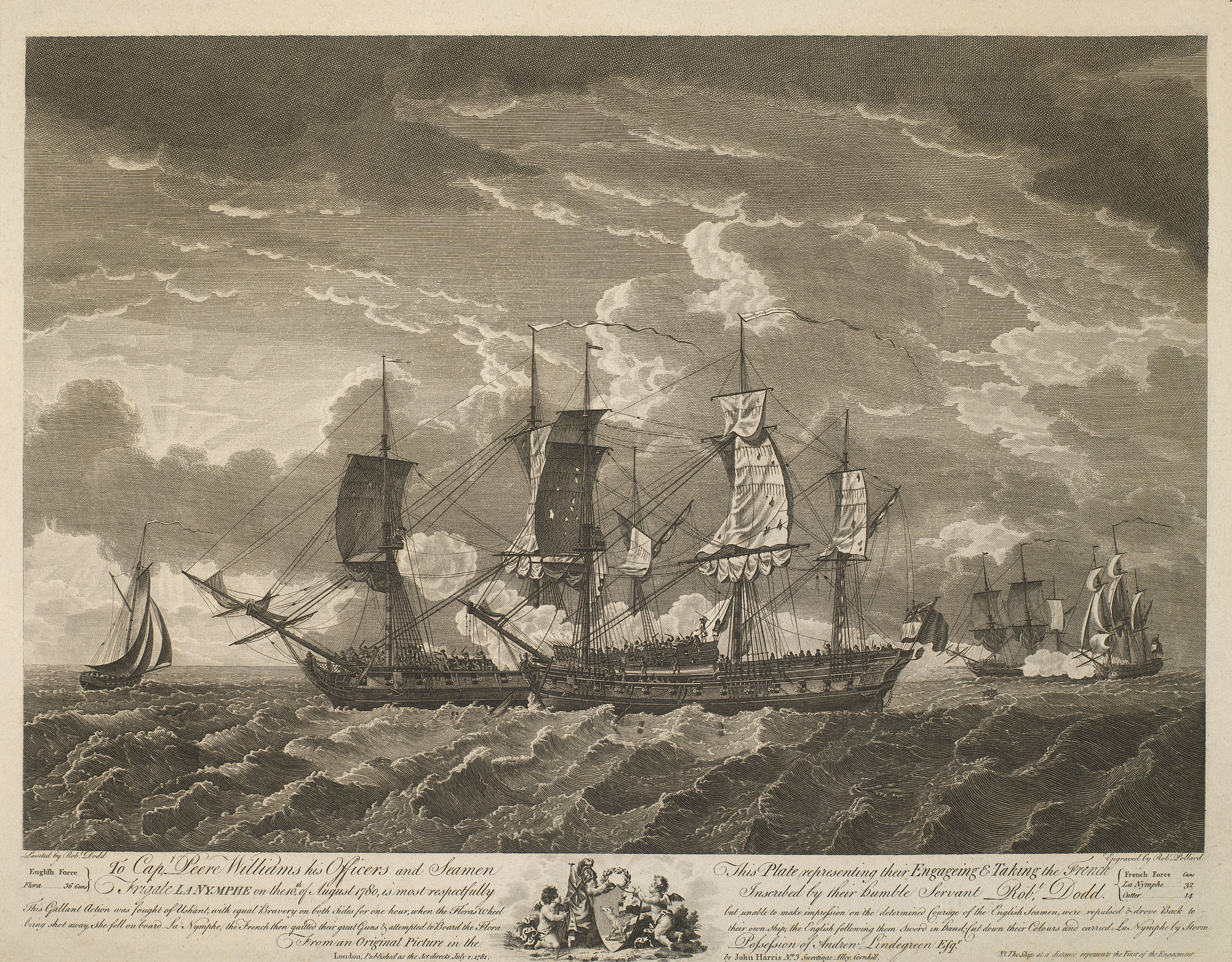
Combat naval d'Ouessant, le 10 août 1780. La Nymphe est attaquée par le HMS Flora. Le capitaine de frégate Charles-Marie de Trolong du Rumain meurt au combat à 36 ans.